# Бертик, Абрам Аронович
Абрам Аронович Бертик (15 июня 1908, Тузла, Бессарабская губерния, Российская империя — 1 октября 1999, Новосибирск, Россия) — советский художник монументально-декоративного искусства, член Союза художников СССР (1935) и Союза художников России.

## Биография
Родился 15 июня 1908 года в Тузле (Аккерманский уезд, Бессарабская губерния).
В 1917(1915)—1931(1930) проживал в Одессе. С 1924 по 1926 год обучался в студии изобразительного искусства Ю. Р. Бершадского, с 1926 по 1930 — в Одесском художественном институте (факультет монументальной и декоративной живописи, мастерская Т. Б. Фраермана).
В 1931 году переехал в Новосибирск. В этом же году начал преподавать в Пролеткульте. С 1938 по 1939 год руководил художественной росписью фойе и зрительного зала в Новосибирском театре оперы и балета. Принимал участие в росписи мариинского (1948) и кисилёвского (1949—1952) домов культуры, фойе и плафона клуба шахтёров в Сталинске. Совместно с В. И. Чувановым расписал плафон дома культуры имени А. И. Ефремова (1952—1953), также самостоятельно выполнил роспись зрительного зала дворца культуры имени A. M. Горького (1954).
В 1961 году вступил в КПСС. В 1962—1974 годах — преподаватель на кафедре рисунка Новосибирского инженерно-строительного института.

## Работы
Произведения художника хранятся в Новосибирском государственном художественном музее.

## Награды
Медали «За доблестный труд в Великой Отечественной войне 1941—1945 гг.» и «Ветеран труда».